# MxBx 1998/13,000 Miles At Light Velocity
Albums de Melt-Banana
Charlie
(1999) Teeny Shiny
(2000)
MxBx 1998/13,000 Miles at Light Velocity est un album live de Melt-Banana.
Il ne s'agit pas d'un album live conventionnel, c'est-à-dire réalisé en concert, mais d'un album enregistré en direct dans un studio par John Zorn, le propriétaire de Tzadik Records, au cours de la tournée du groupe aux États-Unis en 1998. Les chansons se distinguent essentiellement des versions déjà présentes sur les autres albums par leur arrangement. On peut considérer le disque comme une sorte de Best of réinterprété. L'album inclut également une reprise de la célèbre Surfin' USA des Beach Boys.
L'album inclut un morceau caché, quelques secondes après la dernière chanson, Plot in a Pot, qui est en réalité un court instrumental improvisé avec une voix énonçant toutes les dates de la tournée du groupe. L'album débute de la même manière : avant la chanson Scratch Or Stitch, la même voix énonce : « Yea looks like we're ready to go, yep here they come… yep here we go! »
Les photos et l'artwork de l'album sont l'œuvre de Ikue Mori.

## Titres
1. "Scratch or Stitch" – 1:34
2. "Rragg" – 0:54
3. "Wedge" – 1:08
4. "Seesaw Semiology" – 1:14
5. "Circle-Jerk (Chase the Magic Words, Lego Lego)" – 2:11
6. "Sick Zip Everywhere" – 1:48
7. "Disposable Weathercock" – 1:49
8. "Mind Thief" – 1:36
9. "Blandished Hatman" – 1:06
10. "Iguana in Trouble" – 2:04
11. "Tapir's Flown Away" – 2:48
12. "His Name Is Mickey (At Least She Got Him...)" – 0:39
13. "We Love Choco-Pa!" – 0:18
14. "Some Kind of Id" – 0:14
15. "Stick Out" – 0:39
16. "Scrubber" – 0:22
17. "Screw, Loose" – 0:09
18. "First Defy" – 0:11
19. "So Unfilial Rule" – 0:09
20. "Spathic!" – 2:42
21. "Picnic in Panic" – 2:11
22. "It's in the Pillcase" – 2:21
23. "Surfin' U.S.A." – 2:34
24. "Bad Gut Missed First" – 1:42
25. "Ketchup-Mess" – 1:24
26. "Plot in a Pot" – 5:19